# تجربة في الحب (رواية)
تجربة في الحب (بالإنجليزية: An Experiment in Love) هي رواية صدرت عام 1995 للكاتبة هيلاري مانتل ونشرتها لأوّل مرّة دار فايكنغ بوكس.

## الملخص
يؤدّي اكتشاف مقال إخباري بالصّدفة عن زميلة المدرسة السّابقة، جوليا ليبكوت، إلى إطلاق طوفان من الذّكريات لدى كارمل ماكبين، الّتي تتأمّل تجاربها في المدرسة والجامعة، وعلاقاتها مع جوليا ومعاصرتها الأخرى، كارينا. تتأرجح الرّواية بين الوقت الّذي قضته كارمل في مدرسة دير في لانكشاير وهناك التقت لأوّل مرة بكارينا، ابنة مهاجرين من أوروبا الشّرقية، ثمّ التقت لاحقًا بجوليان (جوليا)، ابنة طبيب؛ والسّبعينيات عندما التحق الثّلاثة بجامعة لندن معًا.
بعد غيابه عن المدرسة عندما كان طفلاً، يلتقي كارمل بكارينا. يعيش الاثنان في نفس الصّف من المنازل ويذهبان إلى المدرسة معا كل يوم، لكنّهما لا يقترّبان أبدًا. تعزو كرمل ذلك إلى حقيقة أنّها ركلت دمية كارينا عندما كانت طفلة. كما تفصل الاختلافات الطّبقية بين الفتاتين: بالرّغم من أنّهما تنتميان لعائلات من الطّبقة العاملة، إلا أنّ والدا كارينا أفقر من والدي كارمل.
في سنّ العاشرة، تدفعها والدة كرمل لإجراء امتحان المنحة الدّراسية لمدرسة الفادي المقدس، وهي مدرسة ثانويّة كاثوليكيّة مرموقة، وتقنع والدة كارينا ماري بالسّماح لكارينا بالتّقدم أيضًا. نجحت كلتا الفتاتين وهنا التقيتا بجوليان (كما كانت تُعرف آنذاك) لأوّل مرة.
نجح الثّلاثة في التّقديم إلى جامعة لندن. تشترك كارمل في غرفة في صالة السّكن مع جوليان، الّتي غيرت اسمها لاحقًا إلى جوليا؛ بينما تبقى كارينا مع لينيت، وهي طفلة ثريّة وحيدة. كارينا وكرمل يتباعدان أكثر. تتميز الحياة الجامعيّة عند كرمل بالفقر المدقع والجوع، في حين تمكنت كارينا بطريقة ما من العيش على موارد أقل.

## استقبال
دافعت الكاتبة مارغريت أتوود عن الكتاب في مراجعة نشرتها صحيفة نيويورك تايمز عندما نُشر لأوّل مرّة في الولايات المتّحدة، قائلة إنّ "متع الرّواية كثيرة". أدرج المؤلّف زادي سميث الرواية كجزء من المنهج الدّراسي الذي تمّ تسريبه عبر الإنترنت عام. 
تمّت مناقشة الكتاب على راديو بي بي سي 4 قراءة جيدة في أكتوبر 2021.

## الجوائز
رواية تجربة في الحب فازت بجائزة هاوثورندن عام 1996.